# Hymenoclea palmii
Hymenoclea palmii is een vlinder uit de familie wespvlinders (Sesiidae), onderfamilie Sesiinae.
Hymenoclea palmii is voor het eerst wetenschappelijk beschreven door Beutenmüller in 1902. De soort komt voor in het Nearctisch gebieden het  Neotropisch gebied.